# Rise Up!
Rise Up! ist ein Jazzalbum von Dr. Lonnie Smith. Die am 5. und 6. Mai 2008 im Maggies’s Farm Studio im Bucks County, Pennsylvania, entstandenen Aufnahmen erschienen am 17. Februar 2009 auf Palmetto Records.

## Hintergrund
Seit The Turbanator (2000) und Boogaloo to Beck: A Tribute (2003) hat der Organist Dr. Lonnie Smith seine Platten mit Coverversionen und Eigenkompositionen kombiniert, notierte Thom Jurek. Seit 2003 arbeitet er mit dem Gitarristen und Produzenten Matt Balitsaris zusammen; die weiteren Musiker bei der Aufnahmesessionen waren der Gitarrist Peter Bernstein, der Saxophonist Donald Harrison und der Schlagzeuger Herlin Riley – mit zusätzlicher Hilfe bei einigen Stücken von Balitsaris an der Gitarre und dem Perkussionisten James Shipp. Mit dem ehemaligen Jazz-Messengers-Mitglied Donald Harrison hatte Smith seit ihrer Zusammenarbeit bei The Chartbuster’s Mating Call (Prestige, 1995) nicht mehr gespielt. Zu den Covern gehören neben dem Beatlessong Come Together auch Sweet Dreams der Eurythmics von deren gleichnamigem Album von 1983, das hier zu einem langsamen Blues uminterpretiert wird, und People Make the World Go 'Round, ein Hit der Stylistics von 1972, außerdem Tyrone, eine Komposition des Organisten Larry Young. Smith hatte Tyrone zuvor bereits auf Richie Harts Album Greasy Street (Zoho, 2005) gespielt.

## Titelliste
- Dr. Lonnie Smith: Rise Up! (Palmetto Records PM 2138)[3]
  1. A Matterapat, 6:46
  2. Come Together (Lennon-McCartney), 5:07
  3. Pilgrimage, 6:49
  4. Dapper Dan, 7:21
  5. And the World Weeps, 7:39
  6. People Make the World Go Round (Thom Bell / Linda Epstein), 10:42
  7. Tyrone (Larry Young), 6:15
  8. Sweet Dreams (Annie Lennox, Dave Stewart), 6:47
  9. Voodoo Doll, 4:42
- Wenn nicht anders vermerkt, stammen die Kompositionen von Lonnie Smith.

## Rezeption

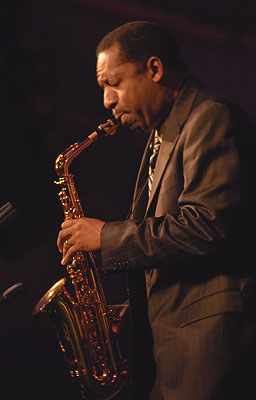
Donald Harrison (2008)

Thom Jurek verlieh dem Album in AllMusic vier Sterne und schrieb, das Ergebnis seiner Zusammenarbeit mit Matt Balitsaris sei elektrisierend; das Album sei eines seiner bisher ausgearbeitetsten, funkigsten und klangvollsten Sessions. Mit Smiths tiefem Gesang im Cover von Come Together der Beatles, der „außer als knurrender Rap kaum zu entziffern“ sei, habe die Band ein weiteres Instrument im Arsenal. Donald Harrison sei aufgrund seiner lyrischen Sensibilität das perfekte Gegenstück für Smith und der perfekte Gegenpol zum perkussiven Groove-Quotienten von Smith. Laut Jurek sind die Soli wunderbar komplex und raffiniert, und die Verwendung harmonischer Erweiterung in der Lesart des Ensembles lasse pure Magie entstehen. Für Hammond-B-3-Fans sei Rise Up! nichts anderes als solide in Bezug auf Melodien und die Arrangements.
Nach Ansicht von Douglas Payne, der das Album in All About Jazz rezensierte, hatte Smith, dieser Veteran der Orgelkombos der 1960er-Jahre, dem goldenen Zeitalter des Genres, bei seiner leisen Rückkehr Anfang der 90er Jahre nicht wie so viele andere das wieder erbrochen, was er zuvor getan hatte, sondern an einem ganz neuen Groove gearbeitet und einige der besten Musik seiner Karriere eingespielt. Auf dem meisterhaften Rise Up! beweise Smith, dass er immer besser werde. Als Überlebender beweise er damit, dass man sich nicht wiederholen müsse, um relevant zu sein. Diese CD, seine dritte für das Label Palmetto, setze den Siegeszug des Organisten bei der musikalischen Erkundung fort. Smiths Coverauswahl sei wie immer interessant und unvorhersehbar wie die Art und Weise, wie er sie liefere.
Ebenfalls in All About Jazz schrieb Terrell Kent Holmes, Rise Up! sei ein Eintopf aus eigenen Stücken und Covern, gewürzt mit großzügigen Portionen Rhythm and Blues, Rockmusik und Gospel. Smith verwende eine tangentiale Herangehensweise an klassische Rocksongs, um sie in sein einzigartiges Idiom zu übersetzen, indem er etwa den Rhythmus und das Tempo von Come Together aufpeppt und die Idee der Texte mit rauen Gesangseinlagen intoniert. Seine Interpretation von Sweet Dreams der Eurythmics mache das Thema der Suche nach sexueller Erfüllung zu einem ironischen Klagelied, einem zögerlichen Marsch ins Schlafzimmer.
A.D. Amorosi schrieb in JazzTimes, es habe eine Weile gedauert, bis „der gute Doktor“ seinen Groove wieder zurückbekommen habe. Es brauchte den geschmolzenen Swing von The Turbinator aus dem Jahr 2000 und das freche, gefühlvolle Boogaloo to Beck (2003), um den Doctor in verspielter Form zurückzubringen. Wie jede CD, die Lonnie Smith seit 2003 aufgenommen habe, habe Rise Up! ein Rasseln und Summen in dichtem Schlammwasser; der Organist braue mit seinem Schlagzeuger Herlin Riley auf A Matterapat und Pilgrimage eine durchdringende Mischung aus rhythmischem bluesigem Jazz auf, die einer Hausparty würdig sei. Ein episches People Make the World Go Round kann als sanft sprudelnder Blues beginnen, durch den Smith Hammond-Büschel hinzufügt. Aber wie er sich aufbaue, werde der Titel zu einer Art von Testament für Donald Harrisons kraftvolles Quieken auf dem Altsaxophon.
Mark LaMaire, der das Album in Offbeat rezensierte, ging auf Lonnie Smiths Beziehung zu New Orleans ein, da der Organist im Laufe der Jahre mit vielen der besten Musiker der Crescent City gespielt habe, und nicht zuletzt mit seinen regelmäßigen Auftritten im Blue Nile sei er zu einem festen Bestandteil der Jazz-Fest-Saison der Stadt geworden. Angesichts dessen sei es auch keine Überraschung, dass er zwei der talentiertesten Söhne von New Orleans für  Rise Up! ausgewählt hat, nämlich Donald Harrison und Herlin Riley. Zusammen mit dem Gitarristen Peter Bernstein sei die Gruppe ein kraftvolles Jazz/Funk-Quartett, das jede Menge Soul und Groove liefere.

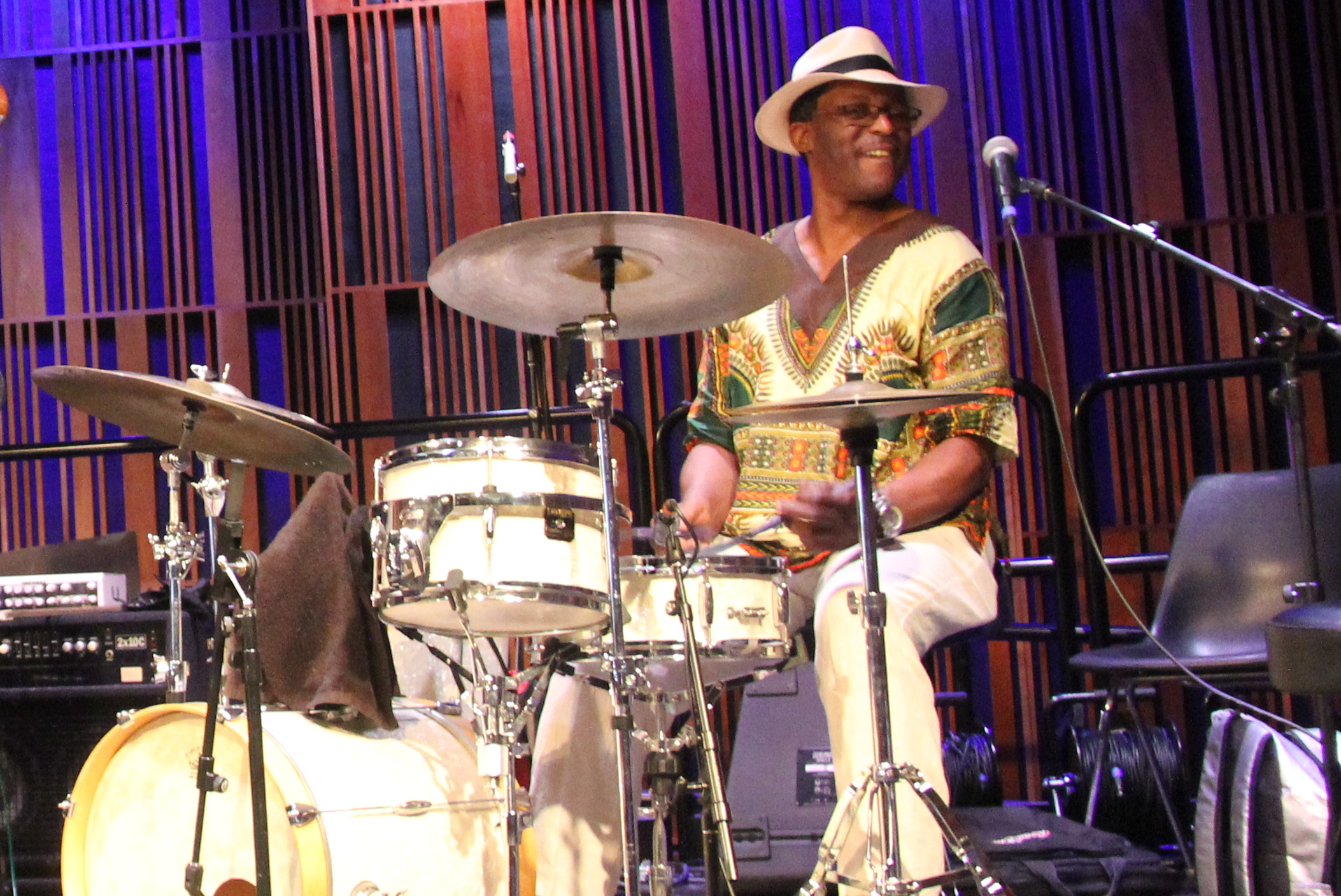
Herlin Riley bei einem Auftritt im New Orleans Jazz Museum 2019

Smiths Fähigkeiten an der Hammond-Orgel seien im Laufe der Jahre nicht verblasst, wie bereits der Eröffnungstrack A Matterpat zeige, in dem der Bandleader früh eine gedämpfte Stimmung setze und dann zu einem dramatischen Höhepunkt schreite. Der einzige Schwachpunkt von Rise Up! sei die extrem glatte Produktion; daher fehle dem Album die Schärfe, die man auf den früheren Alben des Doktors finde, und es führe den Gesamtsound des Albums gefährlich nahe an den Rand des Smooth-Jazz-Territoriums.
Nach Ansicht von Ken Micallef (SexMoons) sei Lonnie Smith als klassischer Hammond B3-Orgelspieler ein Titan seines Stils, ein Meister des glatt schnurrenden Keyboards, ein sanfter Groove-Meister, der weiß, welche Knöpfe er drücken und wo er sie drücken (und ziehen) muss. Jeder in der Band spiele perfekt, und Smith und Harrison würden besonders inspiriert klingen. Doch manchmal sei in Rise Up! „ein statischer Voodoo am Werk“. Selbst inmitten heißer Rhythmen (wie in Dapper Dan) und schwüler Atmosphären (das herrlich melancholische And the World Weeps) klinge die Musik letztendlich irgendwie zurückhaltend, als ob auf ihr ein Deckel durch eine unbekannte Kraft fest an Ort und Stelle gehalten würde.